# ارنست هکل

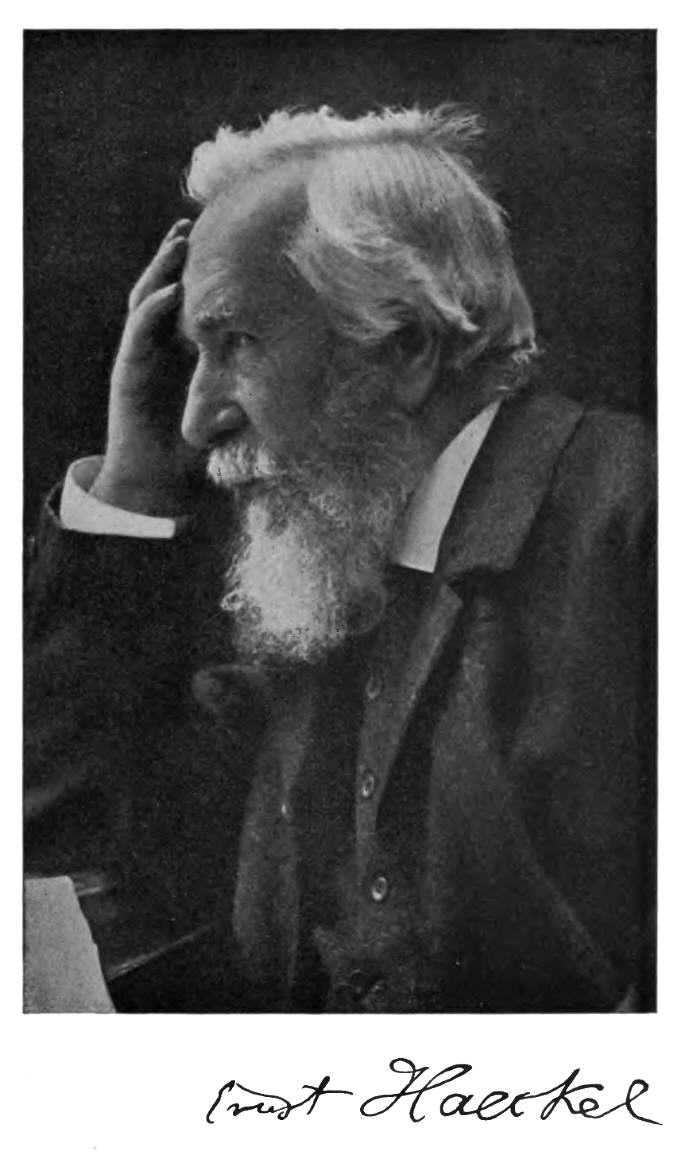
ارنست هکل

ارنست هاینریش فیلیپ اوت هکل (به آلمانی: Ernst Heinrich Philipp August Haeckel) (زاده ۱۶ فوریه ۱۸۳۴ – درگذشته ۹ اوت ۱۹۱۹)، زیست‌شناس، مورخ طبیعت، فیلسوف، پزشک، استاد و هنرمند برجسته آلمانی بود که هزاران گونه مختلف را کشف و نام‌گذاری کرد و شرح داد. وی یک درخت تبارشناسی که دربردارنده تمام گونه‌های حیات بود را رسم کرد و اصطلاحات زیادی را در زمینه زیست‌شناسی معرفی کرد. از آثار مهم او (معمای زندگی) است.